# Benzino
Il benzino è un composto chimico aromatico capostipite degli arini.
È l'intermedio di reazione in quelle reazioni di sostituzione nucleofila aromatica che procedono per eliminazione-addizione e vengono quindi dette reazioni via benzino. Si tratta quindi di una molecola vera e propria (non di uno stato di transizione) che però è particolarmente difficile da isolare.
Prende parte anche a reazioni tipo Diels-Alder essendo un dienofilo.

## Scoperta
L'esistenza del benzino fu postulata da Georg Wittig nel 1940 e confermata sperimentalmente da John D. Roberts nel 1953.
La scoperta del benzino portò ad un rapido sviluppo delle metodologie di sintesi per sfruttare questo intermedio altamente reattivo nelle sintesi organiche. Da allora è stata preparata una grande varietà di prodotti usando gli arini come intermedi.
Ulteriori evidenze dell'esistenza del benzino vennero da studi spettroscopici IR, UV/Vis, microonde, e NMR.

## Caratteristiche
La molecola, rispetto al benzene, contiene un legame π in più ma è pur sempre aromatica; la reattività è molto spiccata in quanto gli orbitali che formano il triplo legame sono poco sovrapposti a causa della geometria della molecola. Anche le evidenze spettroscopiche mostrano un legame dalle caratteristiche intermedie tra un doppio e un triplo legame: la frequenza di stiramento del legame nella spettroscopia infrarossa e lo spostamento chimico nello spettro 13C-NMR difatti sono anomali.
Esistono anche isomeri diradicalici che sono stati determinati via EPR:
Può essere preparato per reazione di un alogenuro arilico con ammoniuro:
Oppure a partire dall'acido antranilico: ne viene preparato il corrispondente diazocomposto, poi con argento viene rimosso il controione con formazione del sale interno (benzendiazonio-2-carbossilato) che per riscaldamento elimina azoto e anidride carbonica con formazione di benzino: